# ロマン・ムスティスラーヴィチ
ロマン・ムスティスラーヴィチ（古ルーシ語：Романъ Мьстиславичь、ウクライナ語：Роман Мстиславич、意味：ムスチスラフの子ロマン、1150年頃? - 1205年6月19日）は、リューリク朝の公の1人である。ノヴゴロド公（在位：1168年 - 1170年）、ヴォルィーニ公（在位：1170年 - 1205年）、ハールィチ公（在位：1199年 - 1205年）、キエフ大公（在位：1204年 - 1205年）であった。ハールィチ・ヴォルィーニ大公国の創始者で、ロマノヴィチ家の祖。
12世紀末から13世紀初頭にルーシの公達の中で最も有力な公とみなされ、当時は「偉大なるロマン大公」、「全ルーシの統治者」と呼ばれた。父はキエフ大公ムスチスラフ2世、母はポーランド大公ボレスワフ3世の娘アグネーサ。ダヌィーロ、ヴァシリコの父。

## 生涯
1168年、父の上意によりノヴゴロド公に在任したが、1170年にヴォルィーニ公国に移された。1183年頃にキエフ大公リューリク2世の娘プレドスラヴァを娶り、一時的ではあったもののリューリク2世と協力関係を結ぶ。隣国であったハールィチ公国の公家が絶えると、ロマンは後継者としてハールィチを巡る戦いを開始した。1199年、ポーランドの支援を借りながらハンガリー王国とハールィチ公国の野党を破り、ようやくハールィチ公となった。同年、ロマンはヴォルィーニ公国とハールィチ公国を統合させ、ハールィチ・ヴォルィーニ大公国を創った。
ロマンは公威にもとづく強い中央政権国家を目指していたため、現地の貴族の権利を縮め、自らの政権に異を唱える者を無情に成敗していたといわれている。一方、平民の間での人気を高めるために、ルーシ南部を苦しめたクマン人による来襲を止めた。1201年から1202年の役と1203年から1204年の役ではクマン人の長達を破り、従属させ、夥しいルーシ人の捕虜を解放させた。
晩年に舅のキエフ大公リューリク2世（後に姻戚関係を解消）と対立し、1201年にキエフを奪った。しかし彼自身は大公にならず、従兄弟のイングヴァルドを大公位に据えた。しかしリューリク2世は、ロマンがハールィチに帰国したことを聞くや否や、すぐにキエフを取り返した。1204年、ロマンは再度キエフをリューリク2世から奪い返しキエフ大公の座についた。捕らえたリューリク2世は妃及び娘（かつてのロマンの妃プレドスラヴァ）ともども強制的に剃髪させ、修道院へ送った。
1205年、ポーランドと戦争がはじまり、ロマンはポーランドに出征した。しかし帰陣途中、ポーランド大公レシェク1世とマゾフシェ公コンラト1世兄弟が率いる敵軍に襲われ討ち死にした。
彼の訃報が届くとすぐに、剃髪させられていたリューリク2世は還俗し、チェルニゴフ系の諸公及びクマン人の助けを得てキエフ大公位に返り咲いた。
キエフ・ルーシにとって、ロマンの治世は1240年のモンゴル来襲前における花開いた最後の時代であった。ロマンによるルーシ諸国の統一は、当時の人々にとっては「善たる御行為」として見えていた。ロマンの戦死のために、一時的に統一されていた領土が再び分裂し、ルーシの南部は政乱に陥った。